# Это свободный мир
«Это свободный мир» (англ. It’s a Free World…) — художественный фильм, снятый режиссёром Кеном Лоучем по сценарию Пола Лаверти в 2007 году.

## Сюжет
Обманутая в своих надеждах о карьерном росте, служащая крупного агентства по трудоустройству иностранных рабочих, организует на паях с подругой своё небольшое дело. Арендуя задний двор ресторанчика, компаньонки успешно делают первые шаги в своём бизнесе и находят возможность получать прибыль, поставляя нуждающимся предприятиям дешёвую рабочую силу. Энджи просит свою подругу поначалу не регистрировать агентство дабы сэкономить на налоговых выплатах. В дальнейшем она намеренно затягивает легализацию под любым предлогом.
После встречи с одним из своих крупных клиентов Энджи, понадеявшись на большие комиссионные, решается на оформление трудовых договоров с нелегалами, согласными на любую работу. С каждым следующим контрактом позиция Энджи становится всё более жёсткой и беспринципной, что вызывает явное неудовольствие отца, заботящегося об 11-летнем сыне дочери. После беседы становится ясно, что они с дочерью расходятся в моральной оценке происходящего.
Спустя год появляется возможность переехать в новое благоустроенное помещение и перейти на легальное положение. Привыкшая к работе по старой схеме, Энджи идёт на разрыв с Розой и продолжает работать в полуофициальной среде, устраивая новый транзит рекрутов из стран Восточной Европы (в финальных сценах она отправляется за ними в Киев).

## В ролях
- Кирстон Уэринг — Энджи
- Джульет Эллис — Роза
- Леслав Журек — Кароль
- Джо Сиффлит — Джейми
- Колин Кофлин — Джефф
- Мэгги Расселл — Кэти
- Реймонд Мирнс — Энди
- Давуд Растгу — Махмуд

## Награды и номинации
- 2007 — три приза Венецианского кинофестиваля: приз EIUC, специальное упоминание SIGNIS (оба — Кен Лоуч), приз Golden Osella за лучший сценарий (Пол Лаверти).
- 2007 — две номинации на Премию британского независимого кино: лучшая женская роль (Кирстон Уэринг), лучший дебют (Кирстон Уэринг).
- 2008 — номинация на премию BAFTA за лучшую женскую роль (Кирстон Уэринг).